# Rožmitál pod Třemšínem
Rožmitál pod Třemšínem è una città della Repubblica Ceca facente parte del distretto di Příbram, in Boemia Centrale.